# India (Pornodarstellerin)

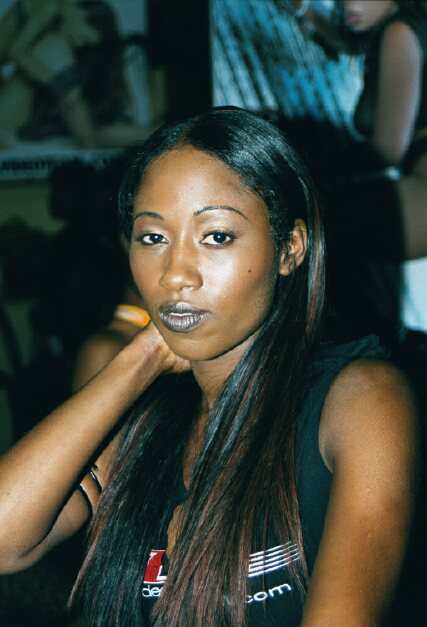
India (2002)

India Morel (bis 2008 nur India, * 17. Mai 1977 in Compton als Shamika Brown) ist eine US-amerikanische Tänzerin, Sängerin und ehemalige Pornodarstellerin.

## Leben
Brown wuchs bei ihrer Mutter auf. Sie begann ihre Karriere als Stripperin in Los Angeles. Über einen flüchtigen Bekannten nahm sie 1997 Kontakt zur Pornobranche auf. Sie wurde eine feste Größe im Hardcore-Geschäft und spielte in etwa 170 Filmen mit. Sie war fünf Jahre lang der Exklusiv-Star der auf afroamerikanische Filme spezialisierten Filmgesellschaft Video Team.
Später arbeitete sie einige Jahre für KaraDavis.com, einer Internet-Pornowebsite, und dann für die Moonlite BunnyRanch in Nevada, ein legales Bordell. Darüber hinaus hat sie eine Unterwäsche-Marke namens XSAA’O herausgebracht.
Bekannte Produktionen sind die afroamerikanische Lesben-Pornoreihe Sista und die Filme von Snoop Dogg. Ihre wohl bekannteste Rolle spielte sie in Snoop Dogg’s Doggystyle, produziert von Larry Flynt (Gründer des Magazins Hustler), bei dem Snoop Dogg selbst (unter dem Pseudonym „Michael J. Corleone“) Regie führte. Hierbei handelt es sich um eine avantgardistische Produktion, die Hip-Hop-Musik und harte Pornographie miteinander vereint. Diese neuartige Kombination erwies sich als großer wirtschaftlicher Erfolg. Der Film gewann den Award als „Top Selling Release of the Year“ bei den AVN Awards im Jahr 2002.

## Musikalische Karriere
India war Mitglied der R&B-Band Harmony Innocents, die im Jahr 1994 gegründet wurde und bei Quality Records ein Album veröffentlichte. Sie ist in vielen Musikvideos als Tänzerin zu sehen, unter anderem in Videos von Madonna (in „Music“), Sisqó (in „Dance With Me“), Snoop Doggy Dogg, Jay-Z (in „H To The Izzo“), Mary J. Blige (in „Family Affair“), Juvenile (in „Set if Off“) und Ja Rule (in „Living It Up“). India hatte auch Auftritte in der Howard Stern Show und der Tera Patrick Show.
Ihr erstes Solo-Album Role Play enthält zehn Songs und wurde am 20. Juni 2006 auf ihrem eigenen Independent-Label „Black Widow“ veröffentlicht. India hat den Gesang zu dem Film Walking Tall mit dem Schauspieler Dwayne Johnson beigesteuert. Seit 2008 ist sie als Singer/Songwriter unter dem Bühnennamen India Morel tätig. In den 2010er-Jahren moderierte sie eine Internet-Radioshow namens The Dollhouse. 2011 stellte sie einen von ihr geschriebenen Roman (Seductive Company) zum Download bereit, 2016 veröffentlichte sie ihre Autobiografie über einen Zuschussverlag.

## Filmografie (Auswahl)
- 1998: Shades of Sex
- 1998–2004: Sista 8, 9, 11 und 19
- 1999: Nurses
- 1999: A Passage Through India
- 1999: Memoirs of a Madam
- 2000: The 4 Finger Club 9
- 2000: Face Invaders
- 2001: Snoop Dogg’s Doggystyle
- 2001: Laura Crotch, Tomb Raider
- 2002: Snoop Dogg’s Hustlaz: Diary of a Pimp
- 2002: Hotel O
- 2004: Judging India
- 2007: Afrodite Superstar
- 2008: Black Bottom Girls 5

## Diskografie
- 1995: H.I.... Naturally (mit Harmony Innocents, Quality Records)
- 2006: Role Play (Black Widow Entertainment)

## Bücher
- 2013: Infamous: Memoirs of a XXX Star (CreateSpace, ISBN 978-1-4905-0431-5)